# Steve Wilkos
Steven John "Steve" Wilkos, född 9 mars 1964 i Chicago, är en amerikansk programledare. Han har tidigare varit marinsoldat i amerikanska marinkåren och arbetat som patrullerande polis i Chicago. Wilkos började medverka i TV när han år 1994 blev tillfrågad att arbeta som säkerhetschef på talkshowen The Jerry Springer Show. Wilkos uppgift var att bryta upp slagsmål som uppstod mellan gästerna på scen.

## The Steve Wilkos Show
2007 lämnade Wilkos The Jerry Springer Show och fick sin egen talkshow, The Steve Wilkos Show. Programmet produceras av NBC Universal och sänds på olika kanaler. Programmets format liknar Jerry Springer.